# 罗英 (1926年)
罗英（1926年—2009年），原名王锡藩，女，河北安平人，中国儿童剧作家、导演，曾任中国儿童艺术剧院副院长，中华人民共和国文化部少儿司司长，宋庆龄基金会理事。